# رمه‌گردانی

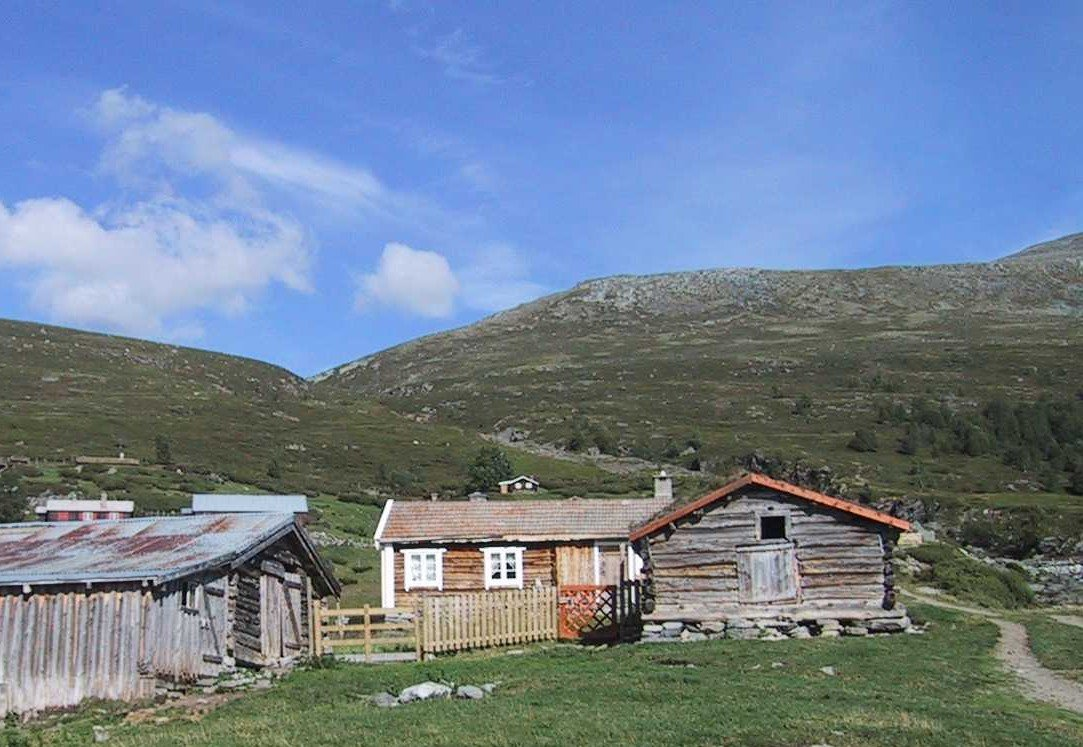
یک رمه‌گاه تابستانه در گودبراندس‌دال، نروژ.

به نوعی از کوچ‌گردی عشایر که با اسکان نیمه‌ثابت همراه باشد رَمه‌گَردانی گفته می‌شود.
به عبارتی رمه‌گردانی، دامداری متحرک توسط گروهی است که در اصل یکجانشین و روستانشین است.
در اصطلاح، کوچ‌گرد بودن یا کوچ‌نشینی را اسکان متحرک، یکجانشینی را اسکان ثابت و رمه‌گردانی را اسکان نیمه‌متحرک می‌گویند.
گالش‌ها در گیلان و مازندران نمونه‌ای از دامداران فصلی یا همان رمه‌گردانان هستند.